# You Can’t Do That on Stage Anymore Vol. 6
A You Can't Do That on Stage Anymore Vol. 6 című dupla CD Frank Zappa koncertfelvételekből összeállított hatrészes sorozatának hatodik, záró darabja, 1992-ben jelent meg a Rykodisc kiadásában. Az egyes részek folytatólagosan, egymás után jelentek meg, de az 5. és 6. rész kiadásakor a CD-k tárolására alkalmas díszdobozt is kiadtak.

## A sorozatról
Frank Zappa fülszövege – kisebb eltérésektől eltekintve mind a hat részben ez olvasható:
ÁLTALÁNOS INFORMÁCIÓK
Ennek a sorozatnak az összeállítása több mint 20 évet vett igénybe. A gyűjtemény eddig meg nem jelent, utólagos korrekciót nem tartalmazó élő anyagokból ad széles válogatást a legkorábbiaktól (kétsávos analóg) a legfrissebb, az 1988-as big-band turnén készült (48 sávos digitális) felvételekig.
Nagy figyelmet fordítottunk a lehető legjobb hangminőség biztosítására, és ugyan az eredeti Mothers of Invention korai felvételei “hi-fi”-nek éppen nem nevezhetők, azoknak a kedvéért illesztettük őket mégis ide, akik még mindig abban a hiszemben élnek, hogy az egyedüli “jó" felvételek ettől a zenekartól származnak. Néhány későbbi felállással való összehasonlítás végre pontot tehet ennek a különös fantazmagóriának a végére.
EZ AZ ÖSSZEÁLLÍTÁS NEM KRONOLOGIKUS.
Bármely év bármely zenekarának játéka összefolyhat (és gyakran össze is folyik) bármely másik év bármely másik zenekarának játékával – néha egy dal közepén.
A kiválasztott dalok válaszok lehetnek a következő hipotetikus kérdésekre:
1.  Ez-e a legjobb felvétele ENNEK A DALNAK - ETTŐL A ZENEKARTÓL?
2.  Van-e az előadásnak bármilyen “folklorisztikus” jelentősége?
3.  Ez az adott dal első felvétele-e?
4.  A darab egy rögtönzött alkalom egyszeri és megismételhetetlen felvétele-e?
5.  Van-e benne egy jó szóló?
6.  Ad-e “koncepciófolytonossági kulcsot” a teljes lemezgyűjteménnyel rendelkező keményvonalas rajongóknak?
7.  Segíti-e a dal az album stilisztikai felépülését kontraszt vagy feloldás révén?
8.  Van-e az előadásról film- vagy videó-felvétel?

Reméljük, a “YOU CAN’T DO THAT ON STAGE ANYMORE” elnyeri tetszését és adandó alkalommal időt tud szakítani a teljes kollekció mind a 13 órájának meghallgatására.
A “YOU CAN’T DO THAT ON STAGE ANYMORE” sorozatot a rajta játszó zenészeknek és az őket 25 éve elfogadó hallgatóságnak ajánlom.
Köszönöm.

## A lemezről
A fülszöveg szerint a dupla CD első lemeze kizárólag a (biztonságos és egyéb) szex témaköre köré szerveződik (1970 és 1988 közötti felvételek).
A második lemezen sok Halloweenkor készült felvétel található (1977, 1978, 1981), illetve az 1988-as felállás is viszonylag gazdagon reprezentált.
A második lemezen szerepel a sorozat egyetlen utólagos korrekciót tartalmazó felvétele, a Lisa's Life Story. A 24-sávos technikával felvett szalagon a fülszöveg szerint a dobszólam megsérült, így azt utólag játszotta fel Chad Wackerman; azaz itt nem feljavításról (lásd Vol. 2), hanem egy teljesen új dobszólamról van szó.

## A lemez számai

### Disc one
1. The M.O.I. Anti-Smut Loyalty Oath – 3:01
2. The Poodle Lecture – 5:02
3. Dirty Love – 2:39
4. Magic Fingers – 2:21
5. The Madison Panty-Sniffing Festival – 2:44
6. Honey, Don't You Want a Man Like Me? – 4:01
7. Father O'Blivion – 2:21
8. Is That Guy Kidding or What? – 4:02
9. I'm So Cute – 1:39
10. White Person – 2:07
11. Lonely Person Devices – 3:13
12. Ms. Pinky – 2:00
13. Shove It Right In (comprised of She Painted Up Her Face, Half A Dozen Provocative Squats and Shove It Right In) – 6:45
14. Wind up Workin' in a Gas Station – 2:32
15. Make a Sex Noise – 3:09
16. Tracy Is a Snob – 3:54
17. I Have Been in You – 5:04
18. Emperor of Ohio – 1:31
19. Dinah-Moe Humm – 3:16
20. He's So Gay – 2:34
21. Camarillo Brillo – 3:09
22. Muffin Man – 2:25

### Disc two
1. NYC Halloween Audience – 0:46
2. The Illinois Enema Bandit – 8:04
3. Thirteen – 6:08
4. Lobster Girl – 2:20
5. Black Napkins – 5:21
6. We're Turning Again – 4:56
7. Alien Orifice – 4:16
8. Catholic Girls – 4:04
9. Crew Slut – 5:33
10. Tryin' to Grow a Chin – 3:33
11. Take Your Clothes Off When You Dance – 3:46
12. Lisa's Life Story – 3:05
13. Lonesome Cowboy Nando – 5:15
14. 200 Motels Finale – 3:43
15. Strictly Genteel – 7:07

## Zenészek
- Frank Zappa – szólógitár, ének, szintetizátor
- Mark Volman – ének
- Howard Kaylan – ének
- Denny Walley – slide gitár, ének
- Ike Willis – gitár, ének
- Bobby Martin – billentyűs hangszerek, ének
- Adrian Belew – gitár, ének
- Ray White – gitár, ének
- Warren Cuccurullo – gitár
- Steve Vai – gitár
- Mike Keneally – gitár, szintetizátor, ének
- Patrick O'Hearn – basszusgitár
- Jeff Simmons – basszusgitár
- Arthur Barrow – basszusgitár
- Scott Thunes – basszusgitár
- Tom Fowler – basszusgitár
- Bob Harris –billentyűs hangszerek, ének
- Bianca Thornton – billentyűs hangszerek, ének
- Peter Wolf – billentyűs hangszerek
- Allan Zavod – billentyűs hangszerek
- George Duke – billentyűs hangszerek
- Tommy Mars – billentyűs hangszerek
- Ian Underwood – billentyűs hangszerek, altszaxofon
- Albert Wing – tenorszaxofon
- Napoleon Murphy Brock – szaxofon, ének
- Paul Carman – altszaxofon, szopránszaxofon, baritonszaxofon
- Bruce Fowler – harsona
- Walt Fowler – szárnykürt, szintetizátor, trombita
- Kurt McGettrick – kontrabasszus-klarinét, szaxofon, baritonszaxofon
- L. Shankar – hegedű
- Jean-Luc Ponty – hegedű
- Ralph Humphrey – dobok
- Vinnie Colaiuta – dobok
- Aynsley Dunbar – dobok
- Terry Bozzio – dobok
- Chad Wackerman – dobok, elektronikus ütőhangszerek
- Ed Mann – elektronikus ütőhangszerek, ütőhangszerek, vokál, marimba
- George Douglas – hangmérnök
- Bob Stone – hangmérnök

## Külső hivatkozások
- Szövegek és információk – az Information Is Not Knowledge honlapról
- A megjelenés részletei – a Zappa Patio honlapról